# Stuart Alderson
Stuart Alderson (sinh ngày 15 tháng 8 năm 1948 ở Bishop Auckland, Anh) là một cựu cầu thủ bóng đá người Anh.